# Cuiabá Esporte Clube
Maillots
Actualités
Dernière mise à jour : 20 mars 2025.
Le Cuiabá Esporte Clube est un club brésilien de football basé à Cuiabá dans l'État du Mato Grosso.

## Histoire
Le club est fondé le 12 décembre 2001 par l'ancien footballeur Luíz Carlos Tóffoli surnommé Gaucho, qui en a également été le premier président.
Après que le club remporte ses premiers titres de champion du Mato Grosso en 2003 et 2004, il arrête son activité en 2006 en raison de problèmes financiers. En 2009, il revient en deuxième division de l'État et célèbre son retour en première division après une seule saison. L'année suivante, il se qualifie pour la première fois dans une compétition nationale, la Copa do Brasil. Entre-temps, le Cuiabá EC s'est imposé comme une équipe de premier plan dans l'état du Mato Grosso.
En tant que champion national en 2011, le club se qualifie pour la Série D du championnat national du Brésil, en terminant à la troisième place il est promu en Série C.
En 2014, le club joue dans le nouveau stade créé pour la Coupe du monde, l'Arena Pantanal. Il remporte en 2015 la Copa Verde et se qualifie ainsi pour une compétition continentale, la Copa Sudamericana 2016. Cuiabá sera éliminé par Chapecoense l'équipe qui atteindra la finale, mais qui sera décimée à la suite d'un accident d'avion.
En 2018, le club termine deuxième de Série C et est promu en Série B. Cuiabá termine sa première saison en deuxième division à la huitième place. La saison suivante, le club parvient pour la première fois à monter en Série A.

## Palmarès
| Compétitions nationales                                                | Compétitions régionales |
| ---------------------------------------------------------------------- | --- |
| - Championnat du Brésil de troisième division : - Vice-champion : 2018 | - Championnat du Mato Grosso (13) : - Champion : 2003, 2004, 2011, 2013, 2014, 2015, 2017, 2018, 2019, 2021, 2022, 2023 et 2024 - Vice-champion : 2012 - Championnat du Mato Grosso de deuxième division (pt) : - Vice-champion : 2009 - Coupe du Mato Grosso (pt) (2) : - Vainqueur : 2010 et 2016 - Finaliste : 2004, 2009, 2017 et 2019 - Copa Verde (2) : - Vainqueur : 2015 et 2019 |

## Logos

Ancien logo
Logo actuel